# Rolla (Misuri)
Rolla es una ciudad ubicada en el condado de Phelps en el estado estadounidense de Misuri. En el Censo de 2010 tenía una población de 19559 habitantes y una densidad poblacional de 637,12 personas por kilómetro cuadrado.

## Geografía
Rolla se encuentra ubicada en las coordenadas 37°56′45″N 91°45′40″O / 37.94583, -91.76111. Según la Oficina del Censo de los Estados Unidos, Rolla tiene una superficie total de 30.7 km², de la cual 30.65 km² corresponden a tierra firme y (0.17 %) 0.05 km² es agua.

## Demografía
Según el censo de 2010, había 19559 personas residiendo en Rolla. La densidad de población era de 637,12 hab./km². De los 19559 habitantes, Rolla estaba compuesto por el 86.71 % blancos, el 4.11 % eran afroamericanos, el 0.43 % eran amerindios, el 5.7 % eran asiáticos, el 0.09 % eran isleños del Pacífico, el 0.41 % eran de otras razas y el 2.56 % pertenecían a dos o más razas. Del total de la población el 2.62 % eran hispanos o latinos de cualquier raza.